# Kalinyini járás

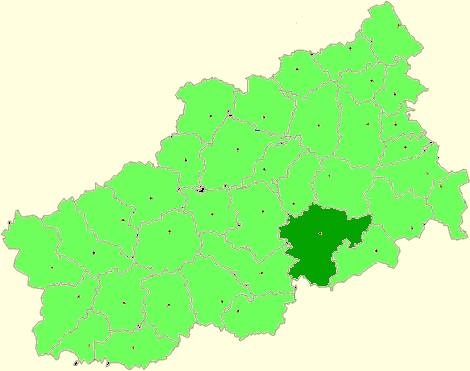
A Kalinyini járás a Tveri területen

A Kalinyini járás (oroszul Калининский район) Oroszország egyik járása a Tveri területen. Székhelye Tver városa, melynek neve 1931 és 1990 között Kalinyin volt.

## Népesség
- 1989-ben 58 330 lakosa volt.
- 2002-ben 54 857 lakosa volt.
- 2010-ben 52 047 lakosa volt, melyből 47 552 orosz, 665 ukrán, 360 tatár, 332 karjalai, 312 örmény, 304 cigány, 258 fehérorosz, 223 azeri, 221 tadzsik, 220 üzbég, 145 csuvas, 114 mordvin, 84 német, 83 csecsen, 81 moldáv, 69 grúz, 69 koreai, 64 lezg, 28 mari, 27 udmurt, 24 görög, 24 kazah, 22 baskír, 21 tabaszaran, 20 avar, 20 dargin, 17 bolgár, 17 kirgiz, 16 zsidó, 10 lengyel stb.